# Буррель
Буррель (алб. Burrel або алб. Burreli) — місто у північній Албанії, у 91 кілометрах від Тирани. Центр округу Мат.
Населення міста становить 15 539 осіб. Буррель — один з найбільших регіонів Албанії. Одним з видатних уродженців міста був Ахмет Зогу, король Албанії з 1928 до 1939 року.
Під час панування в Албанії комуністичного режиму Буррель перетворився на шахтарське місто, але нині майже всі шахти зачинено, за винятком залізного комбінату, що нині працює поблизу міста.

## Спорт
У місті є власний футбольний клуб Буррелі.

## Відомі люди
Народились
Померли
- Сократ Додбіба (1899—1956) — албанський економіст і політик.